# 野辺地郵便局
野辺地郵便局（のへじゆうびんきょく）は青森県上北郡野辺地町にある郵便局である。
民営化以前の分類では集配特定郵便局であった。

## 概要
住所：〒039-3199 青森県上北郡野辺地町野辺地28-1
民営化直前の、集配業務再編において、多くの集配特定郵便局は配達センターとなったが、当局は地域郵便輸送の拠点として統括センターとされたため、民営化に際し郵便事業株式会社の支店が併設された。

## 沿革
- 1872年8月4日（明治5年7月1日） - 野辺地郵便取扱所として開設[1]。
- 1875年（明治8年）1月1日 - 野辺地郵便局（五等）となる。
- 1878年（明治11年）1月 - 為替取扱を開始。
- 1880年（明治13年）3月 - 貯金取扱を開始。
- 1891年（明治24年）2月1日 - 野辺地郵便電信局となる。
- 1903年（明治36年）4月1日 - 通信官署官制の施行に伴い野辺地郵便局となる。
- 1913年（大正2年）2月21日 - 電話交換業務および電話加入者の託送電報取扱を開始[2]。
- 1967年（昭和42年）8月27日 - 電話交換、和文電報配達、国際電報受付・配達、欧文電報受付・配達の各業務を野辺地電報電話局に移管[3]。
- 1967年（昭和42年）9月1日 - 特定郵便局から普通郵便局に局種別改定[4]。
- 1969年（昭和44年）11月 - 局舎新築落成。
- 1998年（平成10年）7月1日 - 普通郵便局から特定郵便局に局種別改定[5]。
- 2003年（平成15年）11月25日 - 老朽化や狭隘のため、野辺地町野辺地1-51から中心街の国道279号線に面した同28-1に局舎を新築、移転[6]。
- 2007年（平成19年）10月1日 - 民営化に伴い、併設された郵便事業野辺地支店に一部業務を移管。
- 2012年（平成24年）10月1日 - 日本郵便株式会社発足に伴い、郵便事業野辺地支店を野辺地郵便局に統合。

## 取扱内容
- 郵便、印紙、ゆうパック、内容証明
- 貯金、為替、振替、振込、国際送金、国債、投資信託
- 生命保険、バイク自賠責保険
- ゆうちょ銀行ATM
- 上北郡野辺地町内全域（〒039-31xxの地域）の集配業務
- ゆうゆう窓口

## 周辺
- 野辺地町役場
- 野辺地町立野辺地小学校
- 野辺地町立野辺地中学校
- 野辺地警察署

## アクセス
- JR大湊線 北野辺地駅から徒歩約13分、JR東北本線 野辺地駅から徒歩約20分
- 十和田観光電鉄バス、下北交通バス 野辺地中央停留所下車
- 国道279号沿い
- 駐車場あり：8台